# Pilea wightii
Pilea wightii es una especie de planta del género Pilea, perteneciente a la familia Urticaceae.

## Taxonomía
Pilea wightii fue descrita por Hugh Algernon Weddell en 1854.

## Distribución
Se encuentra en el territorio sudeste de China, India y Sri Lanka.